# Пороховщиков, Пётр Сергеевич
Пётр Серге́евич Пороховщико́в (англ. Pierre S. Porohovshikov, 1867 — 21 июля 1954, США) — русский юрист, автор книги «Искусство речи на суде», других книг по судебному красноречию и уголовной защите, литературовед.

## Биография
Родился в 1867 году. Был учеником Анатолия Кони. Под псевдонимами П. Сергеич, П. Серген опубликовал несколько книг по судебному красноречию и уголовной защите, перевёл с английского книгу Рихарда Гарриса «Школа адвокатуры». 
Удостоен половинной Пушкинской премии Академии наук в 1913 году за книгу «Искусство речи на суде» (издана в 1910 под псевдонимом П. Сергеич).
Эмигрировал, по некоторым данным, ещё до 1917 года, с конца 1920-х годов — в США. Был приват-доцентом, затем профессором кафедры романских языков Оглторпского университета в штате Джорджия.
Автор «антистратфордианской» книги «Shakespeare Unmasked» (New York, 1940), поддерживал версию об авторстве графа Ретленда.
Скончался 21 июля 1954 года в США.

## Семья
Отец:
- Пороховщиков, Сергей Александрович (ум. 13 августа 1888) — генерал-майор, директор Сибирского кадетского корпуса.

Братья:
- Пороховщиков, Александр Сергеевич (10 февраля 1865, Петербург — 31 декабря 1938, Польша) — генерал-майор, начальник штаба 8-й пехотной дивизии (1910—1912), начальник штаба 18-й пехотной дивизии (1916). С весны 1920 года — в украинской армии. В эмиграции в городе Калиш (Польша).
- Пороховщиков Георгий (Юрий) Сергеевич (1873—1938, Франция) — в 1895 году окончил Николаевское инженерное училище. Полковник. С 1915 года — находился в плену. Эмигрировал в Германию. К 10 октября 1922 года – находился в лагере Шейен. Сотрудничал в парижском журнале «Отечество» (1927). В 1931 году преподавал на Высших военно-технических курсах в Париже.